# Orientus
Orientus — род цикадок из отряда Полужесткокрылых.

## Описание
Цикадки размером 4-6 мм. Стройные, с неширокой, закругленно выступающей головой. Темя широкое. Рисунок темный, сетчатый на светлом фоне. В СССР 1 вид.
- Orientus ishidae (Matsumura, 1902)
- Orientus amurensis  Guglielmino, 2005